# دگاگاه (سروآباد)
دگاگاه (سروآباد)، روستایی از توابع بخش مرکزی شهرستان سروآباد در استان کردستان ایران است.

## جمعیت
این روستا در دهستان رزآب قرار دارد و براساس سرشماری مرکز آمار ایران در سال ۱۳۸۵، جمعیت آن ۱٬۰۶۱ نفر (۲۶۷خانوار) بوده‌است.